# Rifat Turk
Rifat Turk (arab. ‏رفعت ترك‎, hebr. ‏רפעת טורק‎; ur. 16 września 1954 w Tel Awiwie) – izraelski piłkarz arabskiego pochodzenia grający na pozycji pomocnika, trener oraz polityk.

## Życiorys
Jest synem rybaka z Jafy. Edukację zakończył po ósmej klasie. Jego potencjał został dostrzeżony przez skauta Hapoelu Tel Awiw, dzięki czemu trafił do jego drużyn juniorskich.

### Kariera klubowa
Jest wychowankiem Hapoelu Tel Awiw. W pierwszym zespole tego klubu występował w latach 1971–1984. W 1980 roku został wybrany na piłkarza roku w Izraelu. W 1983 roku przebywał na wypożyczeniu w Hapoelu Ramat Gan. W latach 1985–1986 grał w Hapoelu Jerozolima. W 1986 roku zakończył karierę. Następnie zajął się szkoleniem młodzieży w rodzinnej Jafie oraz w żydowskich i arabskich klubach w innych miejscowościach. Był też pierwszym trenerem profesjonalnego klubu Maccabi Nazaret.

### Kariera reprezentacyjna
W latach 1976–1986 był reprezentantem kraju. W 1976 roku został powołany na igrzyska olimpijskie w Montrealu. W reprezentacji zadebiutował na igrzyskach 23 lipca 1976 w zremisowanym 1:1 spotkaniu z Francją. Został pierwszym Arabem w historii reprezentującym Izrael w piłce nożnej. Po raz ostatni w kadrze wystąpił 26 lutego 1986 w przegranym 1:2 meczu przeciwko Anglii rozegranym w Ramat Ganie. Grał w nim do 56. minuty, po czym został zastąpiony przez Eli Cohena. W sumie dla Izraela zagrał w 32 meczach, w których zdobył 3 bramki.

### Polityka
Od lat 90. prowadzi działalność polityczną w ramach partii Merec. W 1998 roku został wybrany do rady miejskiej Tel Awiwu-Jafy. W marcu 2003 zastąpił Michael Roeha na stanowisku zastępcy burmistrza miasta.